# NGC 7583
NGC 7583 је спирална галаксија у сазвежђу Рибе која се налази на NGC листи објеката дубоког неба.
Деклинација објекта је + 7° 22' 46" а ректасцензија 23h 17m 52,8s. Привидна величина (магнитуда) објекта NGC 7583 износи 14,3 а фотографска магнитуда 15,1. NGC 7583 је још познат и под ознакама NGC 7605, MCG 1-59-34, CGCG 406-47, PGC 70975.